# Середа Сергій Денисович
Середа Сергій Денисович (1891, Гадяч, Російська імперія — 1950, Харків, Україна) — радянський освітянин, директор Харківського історико-краєзнавчого музею 1944—1947 рр.

## Життєпис
Сергій Денисович Середа народився у Гадячі в 1891 р. З 1910 по 1917 рр. член Російської партії соціалістів-революціонерів (есерів). У 1915 р. мобілізований у Російську імператорську армію, служив у 2-му гренадерському полку. Останнє військове звання в Російській імператорській армії — поручик. Восени 1918 р. мобілізований у 36-й полк Збройних сил Української Держави. З листопада 1918 р. по квітень 1919 р. проходив службу в армії Української Народної Республіки. В 1919 р. вступив до Російської комуністичної партії (більшовиків). З 1920 по 1922 рр. служив у Червоній Армії. Після демобілізації з Червоної Армії працював заступником директора Інституту марксизму-ленінізму, редактором журналу «Прапор марксизму», завідувачем кафедри максизму-ленінізму Азово-Чорноморського інститут соціалістичного землеробства. З 1936 р. персональний пенсіонер. З 1941 по 1944 рр. проходив службу в Червоній Армії на посаді військового комісара евакуаційного госпіталя. Останнє звання в Червоній Армії — майор. З грудня 1944 по грудень 1947 рр. працював директором Харківського історико-краєзнавчого музею (нині — Харківський історичний музей імені М. Ф. Сумцова). З 1948 р. працював викладачем у Харківському протезному технікумі, Харківському технікумі сільськогосподарського будівництва. Помер в 1950 р.

## Нагороди
- Медаль «За доблесну працю у Великій Вітчизняній війні 1941—1945 рр.»